# Волгоградский музей изобразительных искусств имени И. И. Машкова
Волгоградский музей изобразительных искусств имени И. И. Машкова был основан в 1960 году (22 июня 1963 г. открыт для посетителей) и является единственным в Волгограде художественным музеем. Основу выставок музея составляют произведения XVIII — XX вв. В музее хорошо представлена история русской пейзажной живописи. Основное здание музея находится на проспекте Ленина, 21; выставочный зал расположен на улице Чуйкова, 37.
Имя Ильи Ивановича Машкова Волгоградскому музею изобразительных искусств было присвоено 25 октября 2010 года.

## История
Открытая в 1938 году Сталинградская картинная галерея была уничтожена во время Сталинградской битвы и ее коллекция из 331 работы потерялась (скорее всего погибла) при попытке эвакуации из города. Среди потерянных работ были произведения Вермеера, Васнецова, Бенуа[уточнить], Айвазовского, Коровина, Репина, Серова, Иванова, Сурикова, Малевича, и Кандинского.
Изначально формирование коллекции нового музея происходило на основе произведений из фондов других музеев, в частности свыше 2000 экспонатов было получено из Государственного Эрмитажа, Государственной Третьяковской галереи, Государственного Исторического Музея и ряда других музеев. В дальнейшем комплектование осуществлялось за счет приобретений и даров. В музее постоянно формируется репрезентативная коллекция современных, в том числе волгоградских художников.
В настоящее время в музее хранится свыше 13000 произведений живописи и скульптуры. Особенно выделяется коллекция живописи волгоградского художника И. И. Машкова, чьи работы хранятся в 40 музеях России, а также — в частных коллекциях. В Волгоградском собрании по состоянию на 2021 год имеется 99 творений художника, больше только в Русском музее — 103. Среди произведений коллекции живописи XX века также заметно выделяются произведения А. А. Пластова, Д. Д. Жилинского, В. Ф. Стожарова, Г. М. Коржева, В. Е. Попкова, Н. И. Андронова, Н. И. Нестеровой, В. Н. Лосева. Коллекция регулярно пополняется работами современных художников.

## Галерея

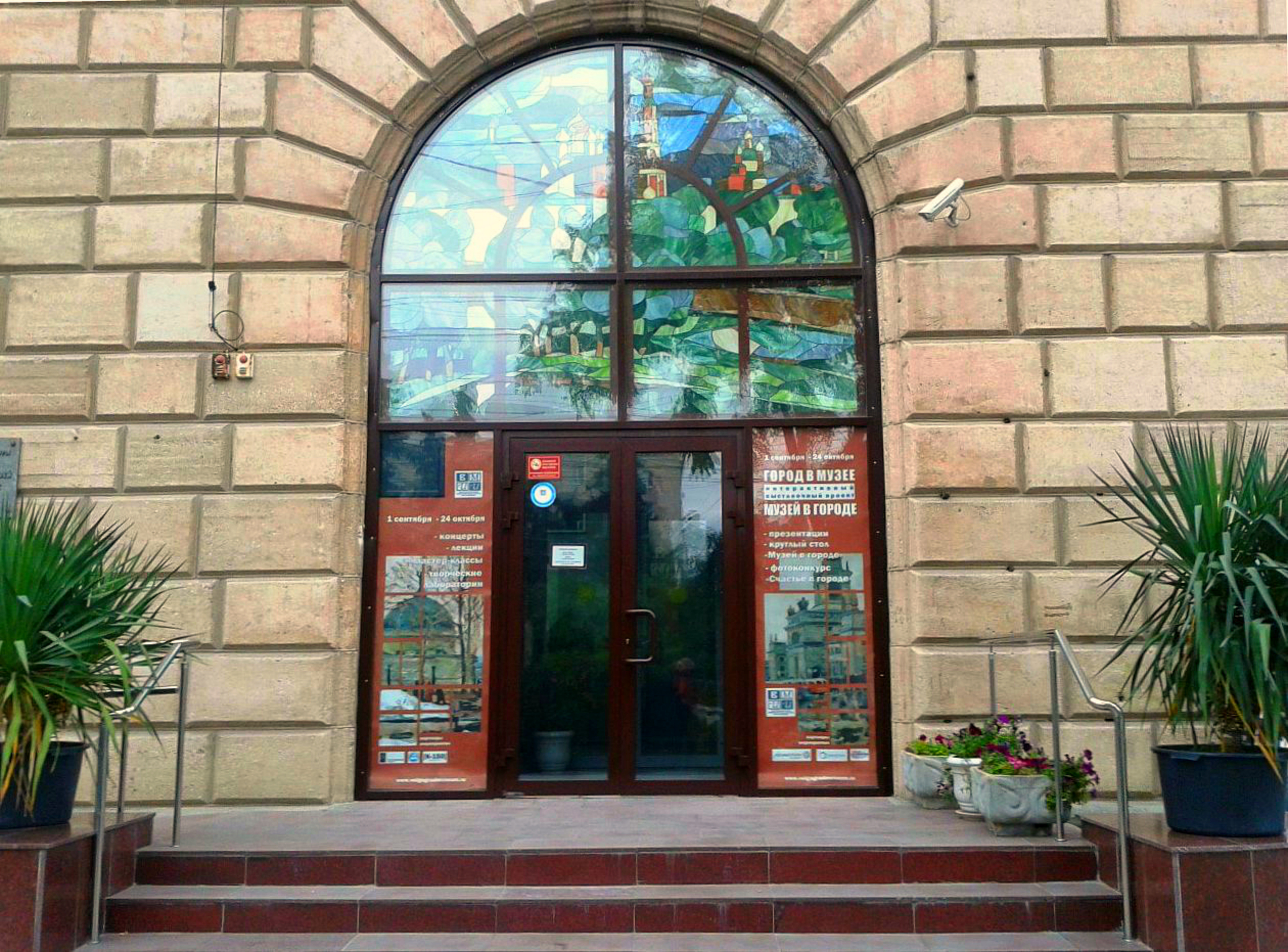
Основное здание на пр.Ленина, 21
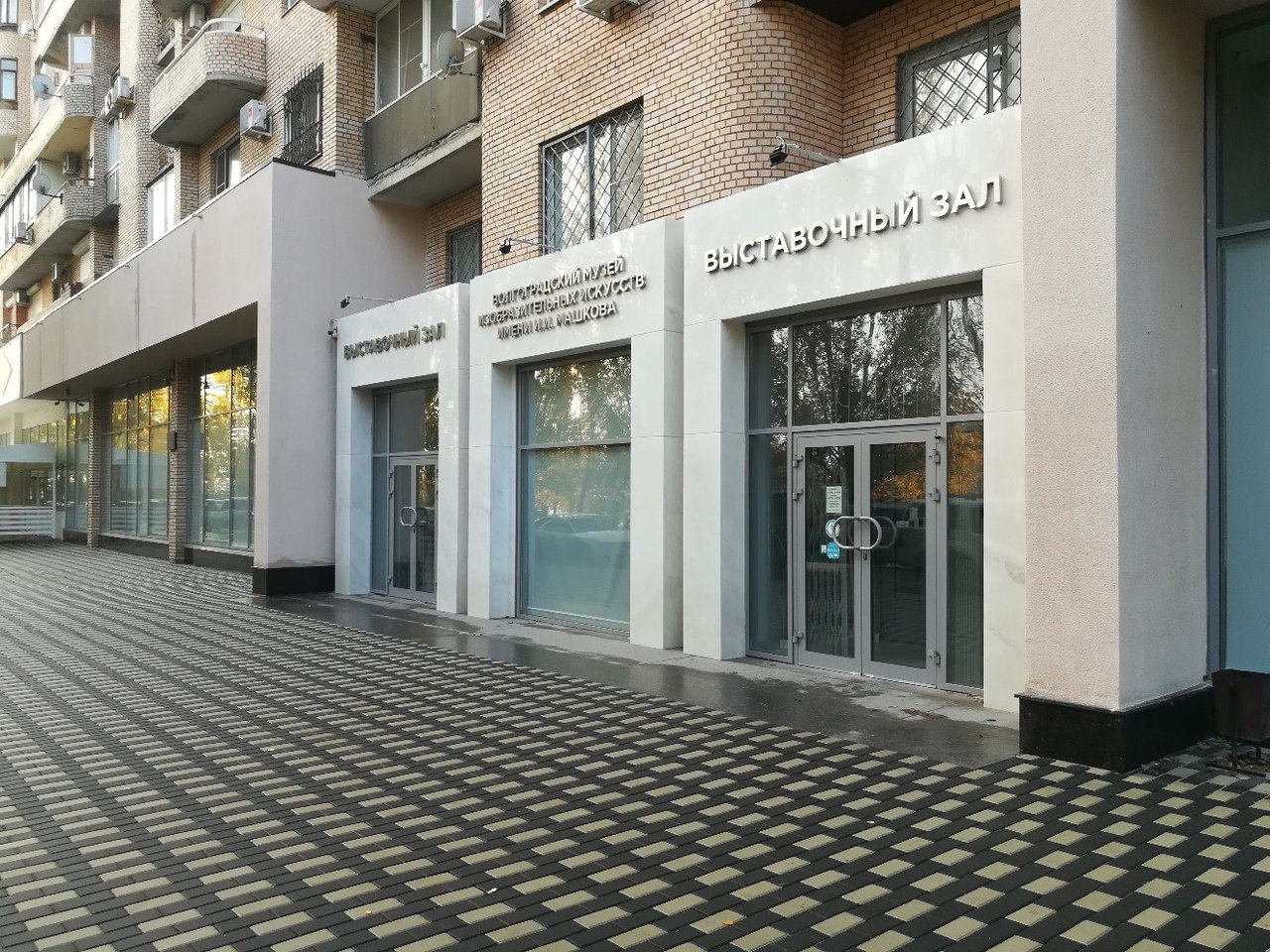
Выставочный зал на ул.Чуйкова, 37
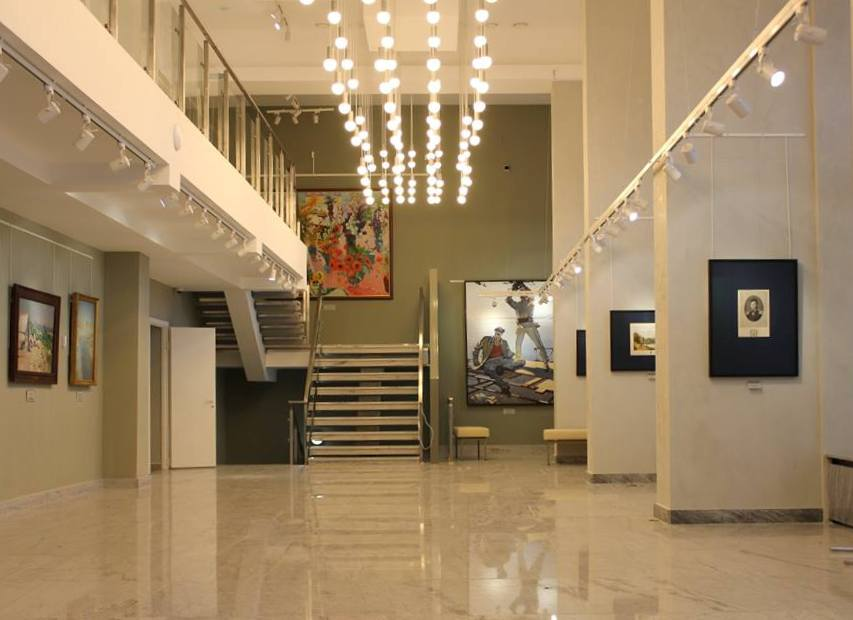
Интерьер выставочного зала на ул. Чуйкова, 37